# Chef du cabinet militaire du Premier ministre
Le chef du cabinet militaire du Premier ministre est un officier général de l'armée française dirigeant la composante militaire du cabinet du Premier ministre.

## Histoire
Le cabinet miliaire du Premier ministre est créé par un arrêté du 14 février 1959 pris par Michel Debré, alors à la tête du premier gouvernement de la Ve République,. Le général de brigade André Petit, nommé moins d'un mois plus tôt « conseiller technique pour les questions militaires » au cabinet du Premier ministre,, devient le premier chef de ce cabinet militaire.
Auparavant, sous la IVe République, il n'existait pas d'équivalent de ce cabinet militaire auprès du président du Conseil des ministres (devenu le Premier ministre sous la Ve République).

## Missions
Le cabinet militaire du Premier ministre exerce auprès de celui-ci une mission de conseil pour l'exercice de ses attributions en matière de Défense nationale, notamment celles définies par l'ordonnance no 59-147 du 7 janvier 1959, (depuis codifiée au code de la Défense).

## Organisation
À sa création en 1959, outre son chef, le cabinet militaire du Premier ministre comprend, :
- cinq officiers appartenant aux trois armées (Terre, Mer, Air),
- un fonctionnaire ou ingénieur militaire,
- quinze agents de chancellerie, secrétariat et servitude.

À son arrivée à la tête du gouvernement en 1962, Georges Pompidou, moins intéressé par les questions militaires que son prédécesseur Michel Debré, ne nomme qu'un officier dans son cabinet militaire.
Le cabinet militaire est placé sous l'autorité directe du Premier ministre et ses dépenses d'entretien et de fonctionnement sont supportées par le budget des services du Premier ministre,.
D'après les annexes au projet annuel de loi de finances, les effectifs du cabinet militaire du Premier ministre ont évolué comme suit :
| Date            | Membres du cabinet | Fonctions support | Total | Réf.     |
| --------------- | ------------------ | ----------------- | ----- | -------- |
| 1er juill. 2005 | 8                  | 15                | 23    | [ B 1 ]  |
| 1er juill. 2006 | 6                  | 11                | 17    | [ B 2 ]  |
| 1er sept. 2007  | 6                  | 11                | 17    | [ B 3 ]  |
| 1er juill. 2008 | 6                  | 10                | 16    | [ B 4 ]  |
| 1er juill. 2009 | 10                 | 11                | 21    | [ B 5 ]  |
| 1er juill. 2010 | 10                 | 19                | 29    | [ B 6 ]  |
| 1er août 2011   | 11                 | 19                | 30    | [ B 7 ]  |
| 1er août 2012   | 10                 | 19                | 29    | [ B 8 ]  |
| 1er août 2013   | 10                 | 20                | 30    | [ B 9 ]  |
| 1er août 2014   | 10                 | 19                | 29    | [ B 10 ] |
| 1er août 2015   | 10                 | 17                | 27    | [ B 11 ] |
| 1er août 2016   | 11                 | 18                | 29    | [ B 12 ] |
| 1er août 2017   | 11                 | 18                | 29    | [ B 13 ] |
| 1er août 2018   | 10                 | 17                | 27    | [ B 14 ] |
| 1er août 2019   | 10                 | 17                | 27    | [ B 15 ] |
| 1er août 2020   | 10                 | 17                | 27    | [ B 16 ] |
| 1er août 2021   | 10                 | 19                | 29    | [ B 17 ] |
| 1er août 2022   | 10                 | 18                | 28    | [ B 18 ] |
| 1er août 2023   | 10                 | 18                | 28    | [ B 19 ] |
| 1er juill. 2024 | 10                 | 17                | 27    | [ B 20 ] |

## Liste des chefs du cabinet militaire

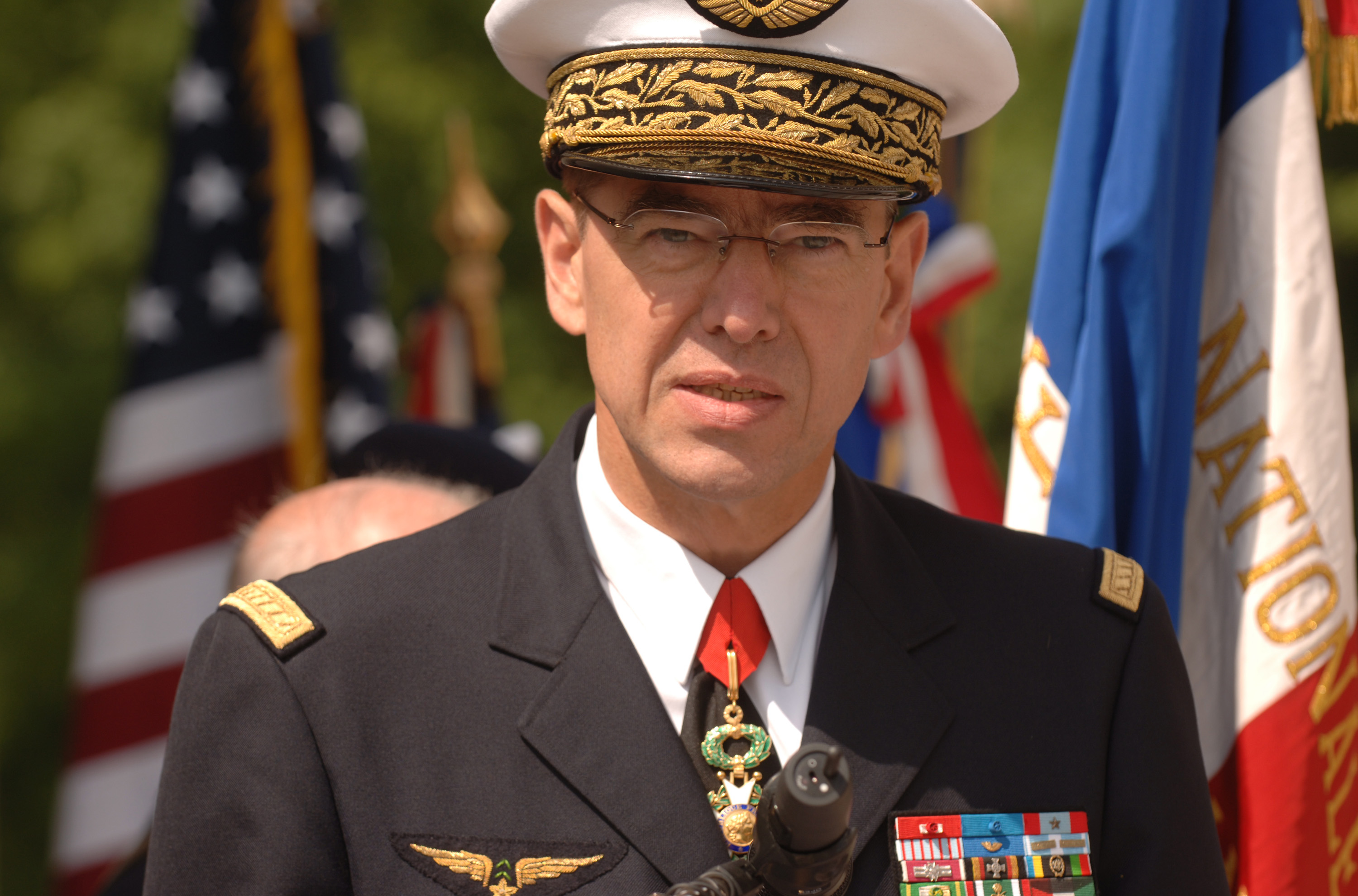
Stéphane Abrial a été chef du cabinet militaire du Premier ministre entre 2002 et 2005.

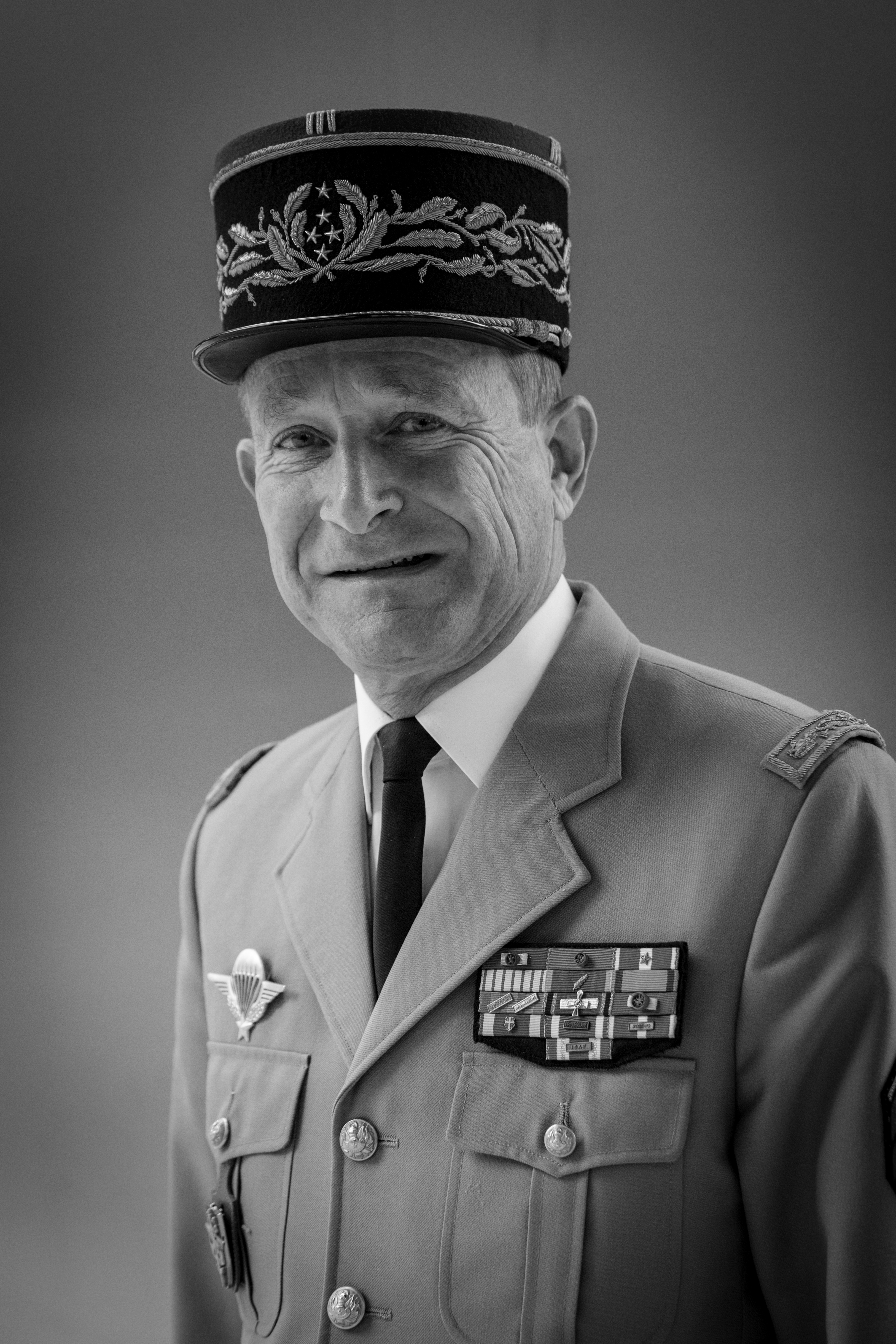
Pierre de Villiers a été chef du cabinet militaire du Premier ministre entre 2008 et 2010.

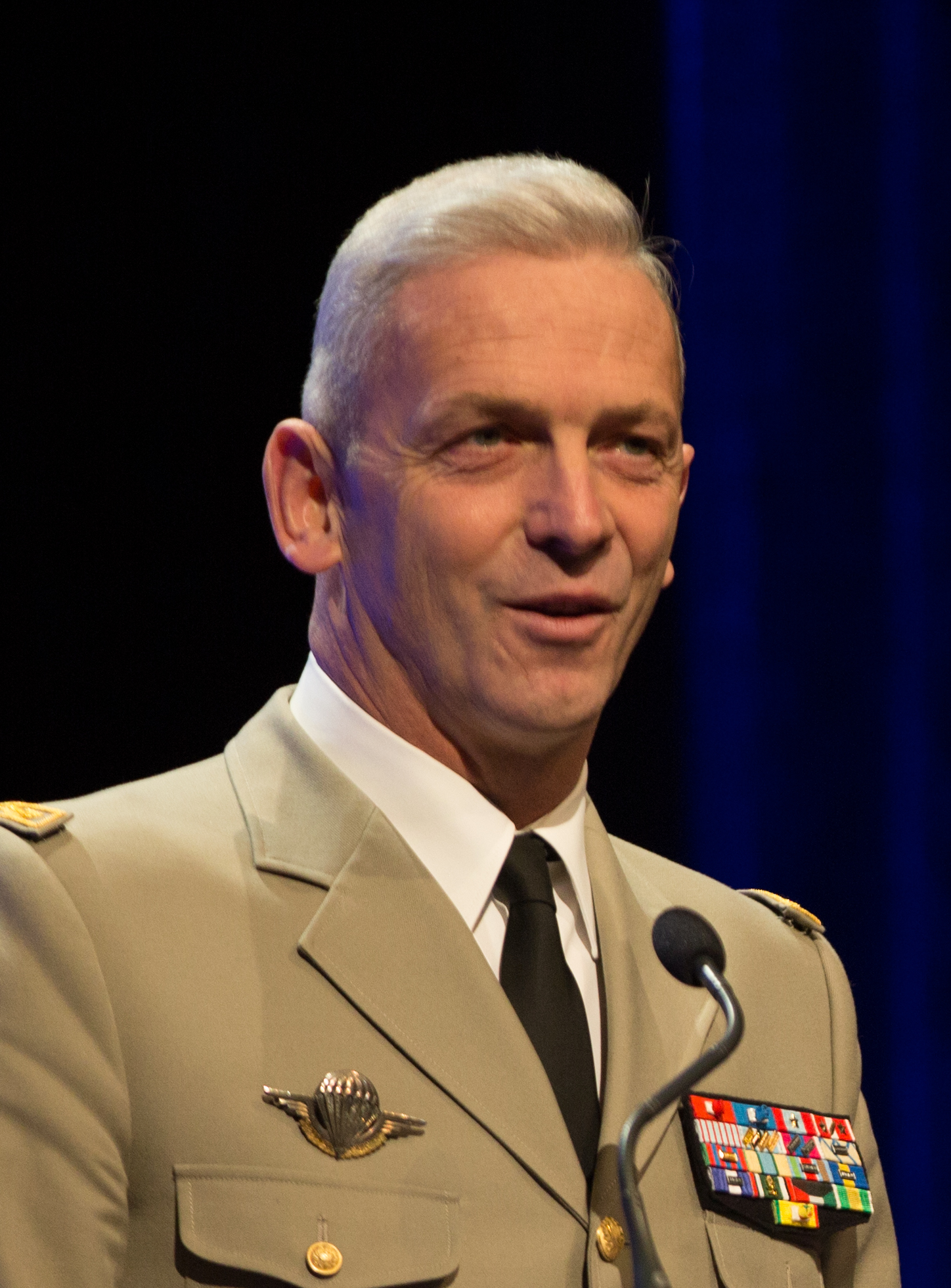
François Lecointre a été chef du cabinet militaire du Premier ministre entre 2016 et 2017.

Depuis sa création, le cabinet militaire du Premier ministre a été dirigé par :
| Grade au moment de la nomination | Chef du cabinet militaire    | Arrêté de nomination | Arrêté de nomination | Gouvernement      |
| -------------------------------- | ---------------------------- | -------------------- | -------------------- | ----------------- |
| Gal de brigade                   | André Petit                  | 14 fév. 1959         | [ b ]                | Debré             |
| Gal de division aérienne         | Jean Nicot                   | 23 janv. 1960        | [ c ]                | Debré             |
| Colonel                          | Jean Deguil (d)              | 7 mai 1962           | [ d ]                | Pompidou I        |
| Général                          | Jean Deguil (d)              | 2 janv. 1963         | [ e ]                | Pompidou II       |
| Général                          | Jean Deguil (d)              | 19 janv. 1966        | [ f ]                | Pompidou III      |
| Gal de division                  | Jean Deguil (d)              | 21 avr. 1967         | [ g ]                | Pompidou IV       |
| Gal de division                  | Jean Deguil (d)              | 15 juill. 1968       | [ h ]                | Couve de Murville |
| Colonel                          | Jean-Jacques Bourdis         | 26 juin 1969         | [ i ]                | Chaban-Delmas     |
| Général                          | Jean-Jacques Bourdis         | 7 juill. 1972        | [ j ]                | Messmer I         |
| Gal de brigade                   | Jean-Jacques Bourdis         | 16 avr. 1973         | [ k ]                | Messmer II        |
| Contre-amiral                    | Paul de Bigault de Cazanove  | 18 mars 1974         | [ l ]                | Messmer III       |
| Contre-amiral                    | Paul de Bigault de Cazanove  | 8 juin 1974          | [ m ]                | Chirac I          |
| Contre-amiral                    | Jean-Paul Orosco             | 3 août 1976          | [ n ]                | Barre I           |
| Contre-amiral                    | Jean-Paul Orosco             | 31 mars 1977         | [ o ]                | Barre II          |
| Contre-amiral                    | Jean-Paul Orosco             | 6 avr. 1978          | [ p ]                | Barre III         |
| Gal de brigade                   | Guy Simon                    | 27 mai 1981          | [ q ]                | Mauroy I          |
| Gal de brigade                   | Guy Simon                    | 10 juill. 1981       | [ r ]                | Mauroy II         |
| Gal de brigade                   | Jacques Zélicourt (d)        | 6 oct. 1983          | [ s ]                | Mauroy III        |
| Gal de brigade                   | Robert Gastaldi              | 13 sept. 1984        | [ t ]                | Fabius            |
| Gal de brigade aérienne          | Bernard Norlain              | 25 août 1986         | [ u ]                | Chirac II         |
| Gal de brigade aérienne          | Bernard Norlain              | 25 août 1986         | [ u ]                | Rocard I          |
| Gal de brigade aérienne          | Bernard Norlain              | 4 juill. 1988        | [ v ]                | Rocard II         |
| Gal de brigade aérienne          | Jean-Marie Menu (d)          | 14 déc. 1989         | [ w ]                | Rocard II         |
| Contre-amiral                    | Patrick Lecointre            | 31 août 1991         | [ x ]                | Cresson           |
| Contre-amiral                    | Patrick Lecointre            | 31 août 1991         | [ x ]                | Bérégovoy         |
| Contre-amiral                    | Patrick Lecointre            | 31 août 1991         | [ x ]                | Balladur          |
| Gal de division aérienne         | Alain Courthieu              | 16 mai 1994          | [ y ]                |                   |
| Gal de division                  | Jean-Pierre Kelche           | 12 sept. 1995        | [ z ]                | Juppé I           |
| Gal de division                  | Jean-Pierre Kelche           | 12 sept. 1995        | [ z ]                | Juppé II          |
| Gal de brigade                   | Louis Le Mière               | 13 août 1996         | [ aa ]               |                   |
| Gal de brigade                   | Louis Le Mière               | 13 août 1996         | [ aa ]               | Jospin            |
| Contre-amiral                    | Alain Dumontet               | 1er août 1998        | [ ab ]               |                   |
| Contre-amiral                    | Alain Dumontet               | 1er août 1998        | [ ab ]               | Raffarin I        |
| Gal de brigade aérienne          | Stéphane Abrial              | 18 sept. 2002        | [ ac ]               | Raffarin II       |
| Gal de brigade aérienne          | Stéphane Abrial              | 18 sept. 2002        | [ ac ]               | Raffarin III      |
| Gal de brigade aérienne          | Jean-Marc Denuel (d)         | 1er sept. 2005       | [ ad ]               | Villepin          |
| Gal de brigade aérienne          | Jean-Marc Denuel (d)         | 18 mai 2007          | [ ae ]               | Fillon I          |
| Gal de brigade aérienne          | Jean-Marc Denuel (d)         | 27 juin 2007         | [ af ]               | Fillon II         |
| Gal de division                  | Pierre de Villiers           | 29 août 2008         | [ ag ]               | Fillon II         |
| Gal de brigade                   | Bernard de Courrèges d'Ustou | 11 mars 2010         | [ ah ]               | Fillon II         |
| Gal de brigade                   | Bernard de Courrèges d'Ustou | 15 nov. 2010         | [ ai ]               | Fillon III        |
| Gal de division                  | Bernard de Courrèges d'Ustou | 16 mai 2012          | [ aj ]               | Ayrault I         |
| Gal de division                  | Bernard de Courrèges d'Ustou | 22 juin 2012         | [ ak ]               | Ayrault II        |
| Gal de corps d'armée             | Bernard de Courrèges d'Ustou | 1er avr. 2014        | [ al ]               | Valls I           |
| Gal de brigade aérienne          | Olivier Taprest (d)          | 14 août 2014         | [ am ]               | Valls II          |
| Gal de brigade                   | François Lecointre           | 1er sept. 2016       | [ an ]               | Valls II          |
| Gal de division                  | François Lecointre           | 6 déc. 2016          | [ ao ]               | Cazeneuve         |
| Gal de corps d'armée             | François Lecointre           | 15 mai 2017          | [ ap ]               | Philippe I        |
| Gal de corps d'armée             | François Lecointre           | 19 juin 2017         | [ aq ]               | Philippe II       |
| Gal de brigade                   | Benoît Durieux (d)           | 22 juill. 2017       | [ ar ]               | Philippe II       |
| Gal de corps d'armée             | Benoît Durieux (d)           | 3 juill. 2020        | [ as ]               | Castex            |
| Gal de division                  | Frank Barrera (d)            | 31 juill. 2021       | [ at ]               | Castex            |
| Gal de corps d'armée             | Frank Barrera (d)            | 17 mai 2022          | [ au ]               | Borne             |
| Gal de corps d'armée             | Frank Barrera (d)            | 10 janv. 2024        | [ av ]               | Attal             |
| Gal de corps d'armée             | Frank Barrera (d)            | 10 sept. 2024        | [ aw ]               | Barnier           |
| Gal de corps d'armée             | Frank Barrera (d)            | 16 déc. 2024         | [ ax ]               | Bayrou            |